# Ghost of a Smile
Ghost of a Smile è un album degli Smile, pubblicato nel 1997 nei Paesi Bassi dalla Pseudonym Records, oltre vent'anni dopo lo scioglimento della band.
Il disco contiene tutte e sei le tracce dell'EP Gettin' Smile (ma in un ordine differente), oltre a due versioni del brano Man from Manhattan, cantate da Eddie Howell, come tracce bonus. Howell e il suo brano non avevano in realtà alcun legame con gli Smile, se non per il fatto che il chitarrista nelle due tracce è Brian May, lo stesso degli Smile e successivamente dei Queen.

## Tracce
1. Earth – 4:00 (Tim Staffell)
2. Step on Me – 3:10 (Brian May, Tim Staffell)
3. Doin' Alright – 3:48 (Brian May, Tim Staffell)
4. April Lady – 2:43 (Stanley Lucas)
5. Blag – 3:12 (Roger Taylor)
6. Polar Bear – 3:56 (Brian May)

Tracce bonus
1. Eddie Howell – The Man from Manhattan – 3:20 (Eddie Howell)
2. Eddie Howell – The Man from Manhattan (Back Again) – 4:56 (Eddie Howell)